# Вольтаго-Агордино
Вольтаго-Агордино (итал. Voltago Agordino) — коммуна в Италии, располагается в провинции Беллуно области Венеция.
Население составляет 991 человек (2008 г.), плотность населения составляет 45 чел./км². Занимает площадь 22 км². Почтовый индекс — 32020. Телефонный код — 0437.
В коммуне 15 августа особо празднуется Успение Пресвятой Богородицы. Имеется храм, освящённый в честь свв. Виктора и Короны.

## Демография
Динамика населения:

## Администрация коммуны
- Официальный сайт: